# Roxana Anghel
Roxana-Iuliana Anghel (Câmpulung Moldovenesc, 1 de janeiro de 1998) é uma remadora romena, campeã olímpica.

## Carreira
Anghel é campeã mundial em oito e quatro vezes campeã europeia, incluindo dois títulos em oito e par sem timoneiro cada. Ela competiu no quatro sem timoneiro feminino nas Olimpíadas de Verão de 2020.
Nos Jogos Olímpicos de Verão de 2024, em Paris, conquistou a medalha de ouro na competição de oito com feminino, ao lado de Magdalena Rusu, Amalia Bereș, Ancuța Bodnar, Maria Lehaci, Adriana Adam, Ioana Vrînceanu, Simona Radiș e Victoria-Ștefania Petreanu, com o tempo de 5:54.39.